# 2010년 FIFA 월드컵 F조
2010년 FIFA 월드컵 F조의 일정은 2010년 6월 14일에 시작해 6월 24일에 끝났다. F조는 전 대회 우승국 이탈리아가 파라과이, 뉴질랜드, 그리고 슬로바키아와 함께 편성된 조였다.

## 요약
이탈리아는 파라과이와 1950년 1차 조별 리그에서 맞붙은 적이 있는데, 이탈리아가 이 경기에서 2-0으로 이겼었지만, 양팀 모두 다음 라운드 진출에 실패했었다. 파라과이가 승점 5점으로 조 1위를 차지해 E조 2위를 차지한 일본을 상대하게 되었다. 슬로바키아는 승점 4점을 수집해 조 2위를 차지하였고, 다음 상대로 E조 1위인 네덜란드를 상대하게 되었다. 전 대회 우승팀 이탈리아는 승점 2점을 얻는데 그쳤고, 조별 리그 3경기를 모두 비겨 승점 3점을 쌓은 최약체 뉴질랜드한테도 밀리는 성적을 냈다. 이탈리아가 단 1승도 차지하지 못한 FIFA 월드컵 본선은 이 대회가 처음이다. 뉴질랜드는 이 대회의 본선을 무패로 마친 유일한 국가가 되었다. 결국 이탈리아가 조 최하위를 기록하면서 이 조의 최약체는 이탈리아였음이 입증되었다.
| 팀         | 전 | 승 | 무 | 패 | 득 | 실 | 차 | 점 |
| ---------- | -- | -- | -- | -- | -- | -- | -- | -- |
| 파라과이   | 3  | 1  | 2  | 0  | 3  | 1  | +2 | 5  |
| 슬로바키아 | 3  | 1  | 1  | 1  | 4  | 5  | −1 | 4  |
| 뉴질랜드   | 3  | 0  | 3  | 0  | 2  | 2  | 0  | 3  |
| 이탈리아   | 3  | 0  | 2  | 1  | 4  | 5  | −1 | 2  |

- 모든 시간은 남아프리카 표준시를 따른다. (UTC+2)

## 이탈리아 vs 파라과이
파라과이가 전반 종료를 앞두고 안톨린 알카라스가 선제골을 넣어 전 대회 우승팀의 기선을 제압하였다. 그러나 후반전에 다니엘레 데 로시의 동점골로 승부가 원점으로 돌아갔다. 양팀 모두 몇 차례 득점 기회를 잡았으나 살리지 못하였고, 경기는 1-1 무승부로 종료되었다.

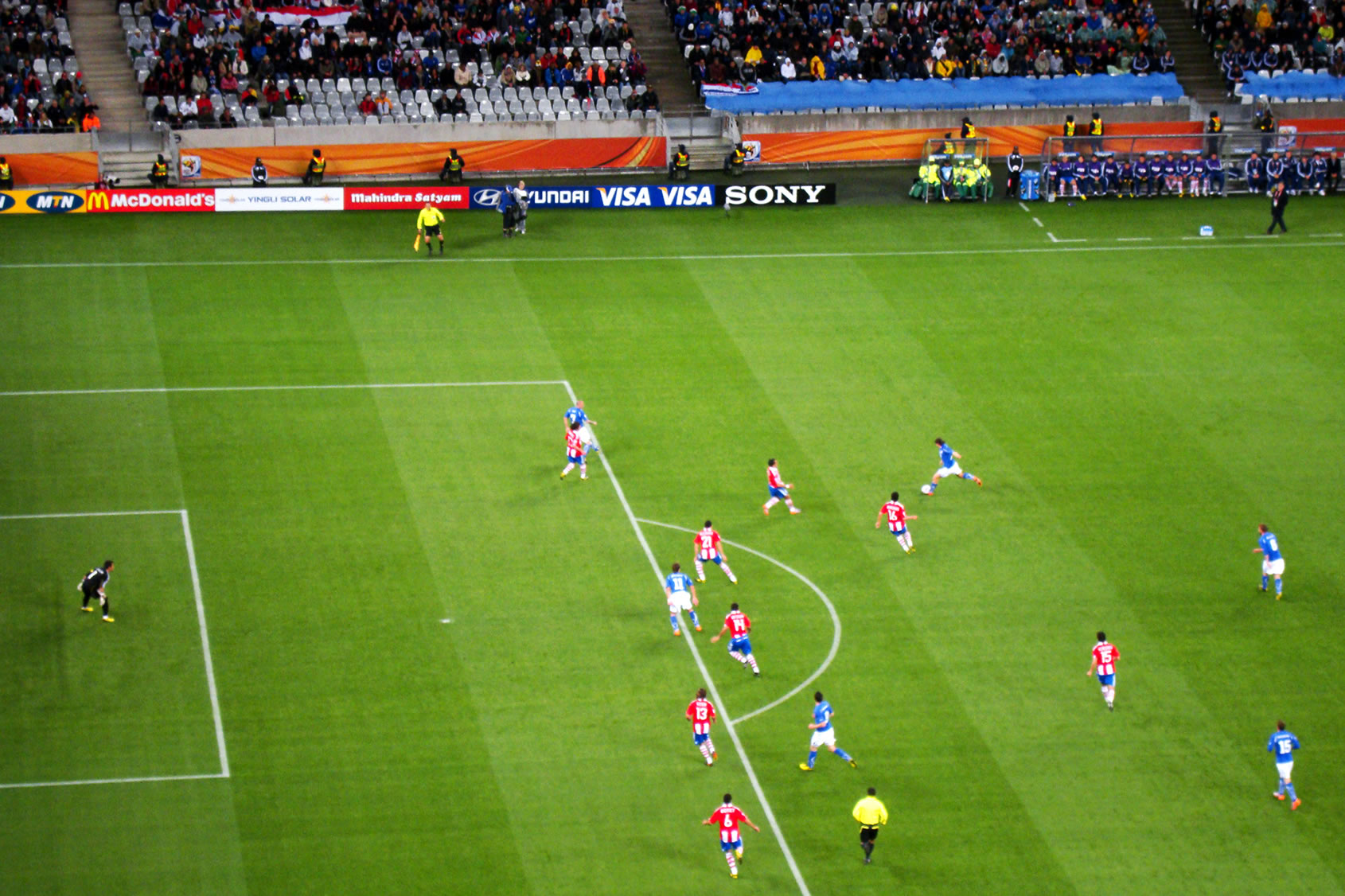
파라과이 문전을 공략하는 이탈리아 선수들

| 이탈리아    | 1 – 1  | 파라과이     |
| ----------- | ------ | ------------ |
| 데 로시 63′ | 리포트 | 39′ 알카라스 |

| 이탈리아 | 파라과이 |

| GK            | 1  | 잔루이지 부폰          |     | 46′ |
| RB            | 19 | 잔루카 참브로타        |     |     |
| CB            | 5  | 파비오 칸나바로 (주장) |     |     |
| CB            | 4  | 조르조 키엘리니        |     |     |
| LB            | 3  | 도메니코 크리시토      |     |     |
| CM            | 6  | 다니엘레 데 로시       |     |     |
| CM            | 22 | 리카르도 몬톨리보      |     |     |
| AM            | 15 | 클라우디오 마르키시오  |     | 59′ |
| RW            | 7  | 시모네 페페            |     |     |
| LW            | 9  | 빈첸초 이아퀸타        |     |     |
| CF            | 11 | 알베르토 질라르디노    |     | 72′ |
| 교체 선수:    |    |                        |     |     |
| GK            | 12 | 페데리코 마르케티      |     | 46′ |
| MF            | 16 | 마우로 카모라네시      | 70′ | 59′ |
| FW            | 10 | 안토니오 디 나탈레     |     | 72′ |
| 감독:         |    |                        |     |     |
| 마르첼로 리피 |    |                        |     |     |

| GK                | 1  | 후스토 비야르 (주장) |     |     |
| RB                | 6  | 카를로스 보네트      |     |     |
| CB                | 21 | 안톨린 알카라스      |     |     |
| CB                | 14 | 파울로 다 실바       |     |     |
| LB                | 3  | 클라우디오 모렐      |     |     |
| DM                | 15 | 빅토르 카세레스      | 62′ |     |
| RM                | 13 | 엔리케 베라          |     |     |
| CM                | 16 | 크리스티안 리베로스  |     |     |
| LM                | 17 | 아우렐리아노 토레스  |     | 60′ |
| SS                | 18 | 넬손 발데스          |     | 68′ |
| CF                | 19 | 루카스 바리오스      |     | 76′ |
| 교체 선수:        |    |                      |     |     |
| MF                | 11 | 호나탄 산타나        |     | 60′ |
| FW                | 9  | 로케 산타 크루스     |     | 68′ |
| FW                | 7  | 오스카르 카르도소    |     | 76′ |
| 감독:             |    |                      |     |     |
| 헤라르도 마르티노 |    |                      |     |     |

| 최우수 선수: 안톨린 알카라스 (파라과이) 부심: 마르빈 토렌테라 (멕시코) 엑토르 베르가라 (캐나다) 대기심: 호엘 아길라르 (엘살바도르) 후보 대기심: 후안 숨바 (엘살바도르) |

## 뉴질랜드 vs 슬로바키아
처녀 출전국 슬로바키아는 조 최약체 뉴질랜드를 상대로 후반전에 로베르트 비테크가 선제골을 넣으며 앞서 나갔다. 그러나 뉴질랜드의 윈스턴 리드가 경기 종료를 얼마 남기지 않은 상황에서 동점골을 넣으며 1-1 무승부로 끝났다. 이 경기에서 양팀 모두 사상 첫 승점을 수확하였다. 또 다른 F조 1차전 경기인 이탈리아와 파라과이의 경기도 1-1로 비기면서 F조 4개국이 승점, 골득실, 다득점 면에서 모두 동률을 이루었다.
| 뉴질랜드   | 1 – 1  | 슬로바키아 |
| ---------- | ------ | ---------- |
| 리드 90+3′ | 리포트 | 50′ 비테크 |

| 뉴질랜드 | 슬로바키아 |

| GK          | 1  | 마크 패스턴        |       |     |
| RB          | 4  | 윈스턴 리드        | 90+3′ |     |
| CB          | 6  | 라이언 넬슨 (주장) |       |     |
| CB          | 5  | 아이번 비셀리치    |       | 78′ |
| LB          | 19 | 토미 스미스        |       |     |
| RM          | 11 | 리오 버토스        |       |     |
| CM          | 7  | 사이먼 엘리엇      |       |     |
| LM          | 3  | 토니 로키드        | 42′   |     |
| RW          | 14 | 로리 팰런          |       |     |
| LW          | 10 | 크리스 킬런        |       | 72′ |
| CF          | 9  | 셰인 스멜츠        |       |     |
| 교체 선수:  |    |                    |       |     |
| FW          | 20 | 크리스 우드        |       | 72′ |
| MF          | 21 | 제러미 크리스티    |       | 78′ |
| 감독:       |    |                    |       |     |
| 리키 허버트 |    |                    |       |     |

| GK                | 1  | 얀 무하               |     |       |
| RB                | 5  | 라도슬라우 자바브니크 |     |       |
| CB                | 16 | 얀 듀리차             |     |       |
| CB                | 3  | 마르틴 슈크르텔       |     |       |
| LB                | 4  | 마레크 체흐           |     |       |
| DM                | 6  | 즈데노 슈트르바       | 55′ |       |
| RM                | 7  | 블라디미르 베이스     |     | 90+1′ |
| CM                | 9  | 스타니슬라우 셰스타크 |     | 81′   |
| LM                | 17 | 마레크 함시크 (주장)  |     |       |
| CF                | 11 | 로베르트 비테크       |     | 84′   |
| CF                | 18 | 에릭 옌드리셰크       |     |       |
| 교체 선수:        |    |                       |     |       |
| FW                | 13 | 필리프 홀로슈코       |     | 81′   |
| MF                | 15 | 미로슬라우 스토흐     |     | 84′   |
| MF                | 19 | 유라이 쿠츠카         |     | 90+1′ |
| 감독:             |    |                       |     |       |
| 블라디미르 베이스 |    |                       |     |       |

| 최우수 선수: 로베르트 비테크 (슬로바키아) 부심: 에노크 몰레페 (남아프리카 공화국) 셀레스틴 은타군지라 (르완다) 대기심: 랍샨 이르마토프 (우즈베키스탄) 후보 대기심: 라파엘 일야소프 (우즈베키스탄) |

## 슬로바키아 vs 파라과이
파라과이는 슬로바키아를 상대로 엔리케 베라와 크리스티안 리베로스의 연속골로 2골차 승리를 거두면서 다음 라운드 진출에 유리한 고지를 점령하였다. 반면 슬로바키아는 전 대회 우승국이자 톱시드 배정국인 이탈리아와의 일전을 남겨 놓은 상황에서 최하위로 처지는 위기에 봉착했다.
| 슬로바키아 | 0 – 2  | 파라과이                |
| ---------- | ------ | ----------------------- |
|            | 리포트 | 27′ 베라 · 86′ 리베로스 |

| 슬로바키아 | 파라과이 |

| GK                | 1  | 얀 무하               |     |     |
| RB                | 2  | 페테르 페카리크       |     |     |
| CB                | 3  | 마르틴 슈크르텔       |     |     |
| CB                | 21 | 코르넬 살라타         |     | 83′ |
| LB                | 16 | 얀 듀리차             | 42′ |     |
| DM                | 6  | 즈데노 슈트르바       |     |     |
| CM                | 17 | 마레크 함시크 (주장)  |     |     |
| RW                | 9  | 스타니슬라우 셰스타크 | 47′ | 70′ |
| LW                | 7  | 블라디미르 베이스     | 84′ |     |
| SS                | 8  | 얀 코자크             |     |     |
| CF                | 11 | 로베르트 비테크       |     |     |
| 교체 선수:        |    |                       |     |     |
| FW                | 13 | 필리프 홀로슈코       |     | 70′ |
| MF                | 15 | 미로슬라우 스토흐     |     | 83′ |
| 감독:             |    |                       |     |     |
| 블라디미르 베이스 |    |                       |     |     |

| GK                | 1  | 후스토 비야르 (주장) |     |     |
| RB                | 6  | 카를로스 보네트      |     |     |
| CB                | 14 | 파울로 다 실바       |     |     |
| CB                | 21 | 안톨린 알카라스      |     |     |
| LB                | 3  | 클라우디오 모렐      |     |     |
| DM                | 15 | 빅토르 카세레스      |     |     |
| CM                | 13 | 엔리케 베라          | 45′ | 88′ |
| CM                | 16 | 크리스티안 리베로스  |     |     |
| AM                | 18 | 넬손 아에도 발데스   |     | 68′ |
| SS                | 9  | 로케 산타 크루스     |     |     |
| CF                | 19 | 루카스 바리오스      |     | 82′ |
| 교체 선수:        |    |                      |     |     |
| DF                | 17 | 아우렐리아노 토레스  |     | 68′ |
| FW                | 7  | 오스카르 카르도소    |     | 82′ |
| MF                | 8  | 에드가르 바레토      |     | 88′ |
| 감독:             |    |                      |     |     |
| 헤라르도 마르티노 |    |                      |     |     |

| 최우수 선수: 엔리케 베라 (파라과이) 부심: 베시르 하사니 (튀니지) 에바리스 망쿠앙드 (카메룬) 대기심: 호엘 아길라르 (엘살바도르) 후보 대기심: 후안 숨바 (엘살바도르) |

## 이탈리아 vs 뉴질랜드

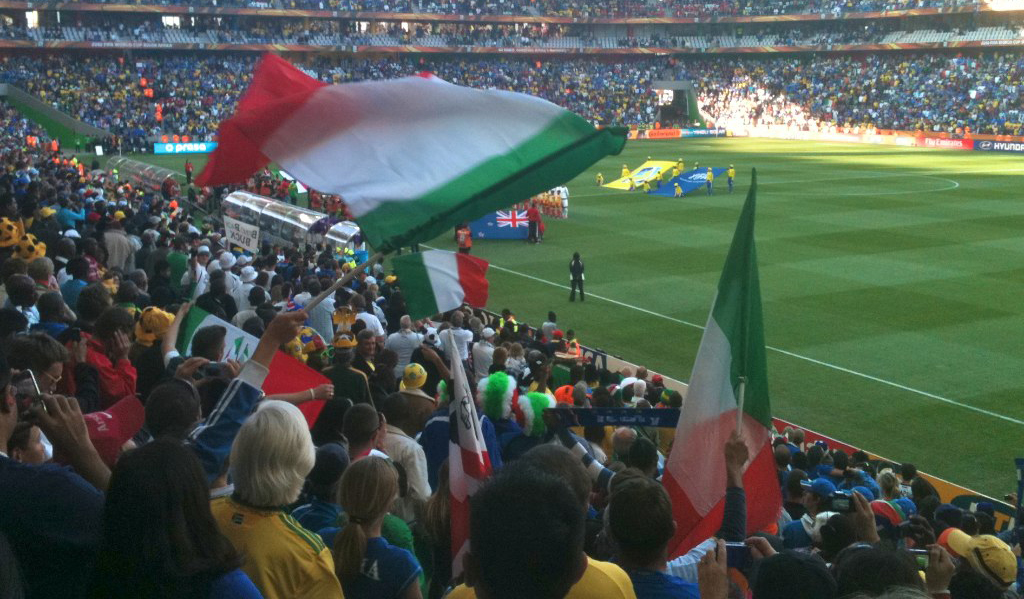
국기를 흔드는 이탈리아 팬들

뉴질랜드는 셰인 스멜츠가 터뜨린 골로 7분만에 전 대회 우승팀 이탈리아를 상대로 앞서나갔다. 그러나, 이탈리아는 얼마 지나지 않아 빈첸초 이아퀸타의 동점골로 승부의 추에 균형을 맞추었다. 이후 별 다른 공방 없이 1-1로 비기며 양 팀이 승점을 1점씩 공유하였다.
| 이탈리아                | 1 – 1  | 뉴질랜드  |
| ----------------------- | ------ | --------- |
| 이아퀸타 29′ (페널티골) | 리포트 | 7′ 스멜츠 |

| 이탈리아 | 뉴질랜드 |

| GK            | 12 | 페데리코 마르케티      |  |     |
| RB            | 19 | 잔루카 참브로타        |  |     |
| CB            | 5  | 파비오 칸나바로 (주장) |  |     |
| CB            | 4  | 조르조 키엘리니        |  |     |
| LB            | 3  | 도메니코 크리시토      |  |     |
| RM            | 7  | 시모네 페페            |  | 46′ |
| CM            | 6  | 다니엘레 데 로시       |  |     |
| CM            | 22 | 리카르도 몬톨리보      |  |     |
| LM            | 15 | 클라우디오 마르키시오  |  | 61′ |
| SS            | 9  | 빈첸초 이아퀸타        |  |     |
| CF            | 11 | 알베르토 질라르디노    |  | 46′ |
| 교체 선수:    |    |                        |  |     |
| MF            | 16 | 마우로 카모라네시      |  | 46′ |
| FW            | 10 | 안토니오 디 나탈레     |  | 46′ |
| FW            | 20 | 잠파올로 파치니        |  | 61′ |
| 감독:         |    |                        |  |     |
| 마르첼로 리피 |    |                        |  |     |

| GK          | 1  | 마크 패스턴        |     |       |
| RB          | 4  | 윈스턴 리드        |     |       |
| CB          | 6  | 라이언 넬슨 (주장) | 87′ |       |
| CB          | 5  | 아이번 비셀리치    |     | 81′   |
| LB          | 19 | 토미 스미스        | 28′ |       |
| RM          | 11 | 리오 버토스        |     |       |
| CM          | 7  | 사이먼 엘리엇      |     |       |
| LM          | 3  | 토니 로키드        |     |       |
| RW          | 14 | 로리 팰런          | 14′ | 63′   |
| LW          | 10 | 크리스 킬런        |     | 90+3′ |
| CF          | 9  | 셰인 스멜츠        |     |       |
| 교체 선수:  |    |                    |     |       |
| FW          | 20 | 크리스 우드        |     | 63′   |
| MF          | 21 | 제러미 크리스티    |     | 81′   |
| MF          | 13 | 앤디 배런          |     | 90+3′ |
| 감독:       |    |                    |     |       |
| 리키 허버트 |    |                    |     |       |

| 최우수 선수: 다니엘레 데 로시 (이탈리아) 부심: 카를로스 파스트라나 (온두라스) 레오넬 레알 (코스타리카) 대기심: 코만 쿨리발리 (말리) 후보 대기심: 레두안 아시크 (모로코) |

## 슬로바키아 vs 이탈리아

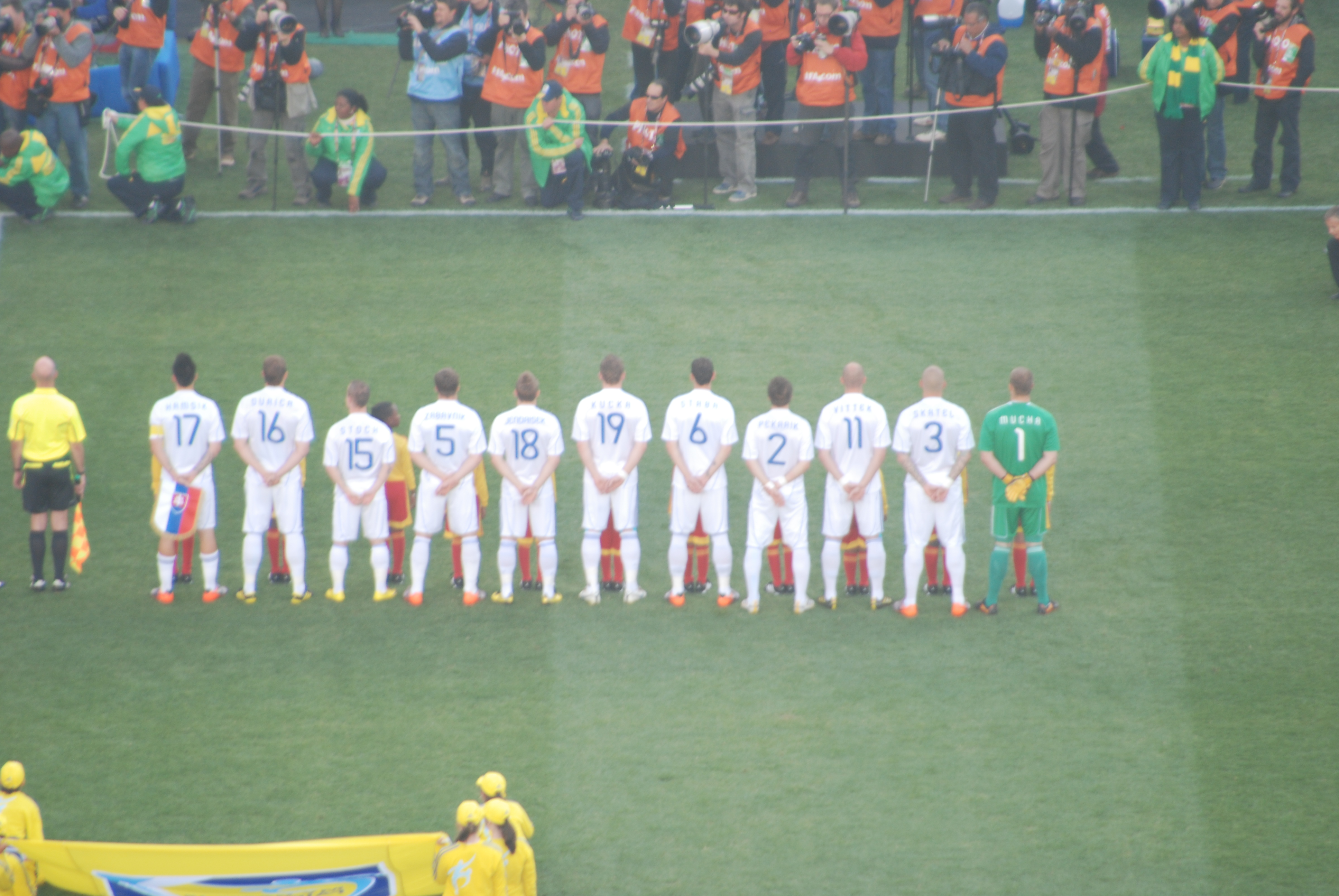
슬로바키아는 전 대회 우승국 이탈리아를 꺾고 첫 출전한 대회에서 조별 리그를 통과했다.

슬로바키아는 전 대회 우승국 이탈리아를 잡아내면서 조별 리그를 극적으로 조 2위로 마친 반면, 이탈리아는 FIFA 월드컵 본선 역사상 처음으로 1승도 거두지 못한 채 대회를 마무리했다. ESPN은 이 경기가 "전율이 오르는 경기"라고 찬사를 보냈다. 이 경기에 나온 총 5골 중 3골이 80분 이후가 되어서야 기록되었고, 이 시점에 이탈리아가 2골, 슬로바키아가 1골을 넣었고, 그 외에도 이탈리아가 "가혹한 결정"이라고 주장된 오프사이드로 취소된 이탈리아의 1골이 더 있었다. 그 결과 슬로바키아는 첫 출전만에 결선 토너먼트에 진출하였다. 공교롭게도 앞서 전 대회 준우승국 프랑스도 탈락했기 때문에 전 대회의 우승국과 준우승국이 1라운드에서 동반 탈락하는 첫 사례가 되었다.
| 슬로바키아                     | 3 – 2  | 이탈리아                         |
| ------------------------------ | ------ | -------------------------------- |
| 비테크 25′, 73′ · 코푸네크 89′ | 리포트 | 81′ 디 나탈레 · 90+2′ 콸리아렐라 |

| 슬로바키아 | 이탈리아 |

| GK                | 1  | 얀 무하               | 82′ |       |
| RB                | 2  | 페테르 페카리크       | 50′ |       |
| CB                | 3  | 마르틴 슈크르텔       |     |       |
| CB                | 16 | 얀 듀리차             |     |       |
| LB                | 5  | 라도슬라우 자바브니크 |     |       |
| DM                | 6  | 즈데노 슈트르바       | 16′ | 87′   |
| CM                | 19 | 유라이 쿠츠카         |     |       |
| RW                | 17 | 마레크 함시크 (주장)  |     |       |
| LW                | 15 | 미로슬라우 스토흐     |     |       |
| SS                | 11 | 로베르트 비테크       | 40′ | 90+2′ |
| CF                | 18 | 에릭 옌드리셰크       |     | 90+4′ |
| 교체 선수:        |    |                       |     |       |
| MF                | 20 | 카밀 코푸네크         |     | 87′   |
| MF                | 9  | 스타니슬라우 셰스타크 |     | 90+2′ |
| DF                | 22 | 마르틴 페트라시       |     | 90+4′ |
| 감독:             |    |                       |     |       |
| 블라디미르 베이스 |    |                       |     |       |

| GK            | 12 | 페데리코 마르케티      |     |     |
| RB            | 19 | 잔루카 참브로타        |     |     |
| CB            | 5  | 파비오 칸나바로 (주장) | 31′ |     |
| CB            | 4  | 조르조 키엘리니        | 67′ |     |
| LB            | 3  | 도메니코 크리시토      |     | 46′ |
| DM            | 6  | 다니엘레 데 로시       |     |     |
| CM            | 8  | 젠나로 가투소          |     | 46′ |
| CM            | 22 | 리카르도 몬톨리보      |     | 56′ |
| RW            | 7  | 시모네 페페            | 76′ |     |
| LW            | 10 | 안토니오 디 나탈레     |     |     |
| CF            | 9  | 빈첸초 이아퀸타        |     |     |
| 교체 선수:    |    |                        |     |     |
| DF            | 2  | 크리스티안 마조        |     | 46′ |
| FW            | 18 | 파비오 콸리아렐라      | 83′ | 46′ |
| MF            | 21 | 안드레아 피를로        |     | 56′ |
| 감독:         |    |                        |     |     |
| 마르첼로 리피 |    |                        |     |     |

| 최우수 선수: 로베르트 비테크 (슬로바키아) 부심: 마이크 물라키 (잉글랜드) 대런 칸 (잉글랜드) 대기심: 스테판 라누아 (프랑스) 후보 대기심: 에리크 당솔 (프랑스) |

## 파라과이 vs 뉴질랜드
뉴질랜드는 파라과이와도 비기며 이 대회를 3무로 마쳐, 이탈리아를 제치고 F조 3위로 대회를 마감하였다. 토너먼트전에 진출한 팀들 중 우승국 스페인을 포함하여 단 한팀도 무패로 마친 국가가 없으므로, 뉴질랜드는 이 대회를 무패로 마친 유일한 국가로 기록되었다. 한편 파라과이는 1승 2무, 승점 5점으로 F조 1위를 차지하여 다음 라운드로 진출하였다.
| 파라과이 | 0 – 0  | 뉴질랜드 |
| -------- | ------ | -------- |
|          | 리포트 |          |

| 파라과이 | 뉴질랜드 |

| GK                | 1  | 후스토 비야르        |     |     |
| RB                | 4  | 데니스 카니사 (주장) |     |     |
| CB                | 5  | 훌리오 세사르        |     |     |
| CB                | 14 | 파울로 다 실바       |     |     |
| LB                | 3  | 클라우디오 모렐      |     |     |
| DM                | 15 | 빅토르 카세레스      | 10′ |     |
| RM                | 16 | 크리스티안 리베로스  |     |     |
| LM                | 13 | 엔리케 베라          |     |     |
| AM                | 9  | 로케 산타 크루스     | 41′ |     |
| AM                | 18 | 넬손 아에도 발데스   |     | 67′ |
| CF                | 7  | 오스카르 카르도소    |     | 66′ |
| 교체 선수:        |    |                      |     |     |
| FW                | 19 | 루카스 바리오스      |     | 66′ |
| FW                | 10 | 에드가르 베니테스    |     | 67′ |
| 감독:             |    |                      |     |     |
| 헤라르도 마르티노 |    |                      |     |     |

| GK          | 1  | 마크 패스턴        |     |     |
| RB          | 4  | 윈스턴 리드        |     |     |
| CB          | 6  | 라이언 넬슨 (주장) | 56′ |     |
| LB          | 19 | 토미 스미스        |     |     |
| CM          | 7  | 사이먼 엘리엇      |     |     |
| CM          | 5  | 아이번 비셀리치    |     |     |
| RM          | 11 | 리오 버토스        |     |     |
| LM          | 3  | 토니 로키드        |     |     |
| AM          | 10 | 크리스 킬런        |     | 79′ |
| AM          | 9  | 셰인 스멜츠        |     |     |
| CF          | 14 | 로리 팰런          |     | 69′ |
| 교체 선수:  |    |                    |     |     |
| FW          | 20 | 크리스 우드        |     | 69′ |
| MF          | 22 | 제러미 브로키      |     | 79′ |
| 감독:       |    |                    |     |     |
| 리키 허버트 |    |                    |     |     |

| 최우수 선수: 로케 산타 크루스 (파라과이) 부심: 정해상 (대한민국) 사가라 도루 (일본) 대기심: 코만 쿨리발리 (말리) 후보 대기심: 이나시우 캉디두 (앙골라) |

## 같이 보기
- 이탈리아의 FIFA 월드컵 성적